# زائفة نسناسية
زائفة نسناسية (الاسم العلمي: Pseudomonas simiae) هي نوع من البكتيريا تتبع جنس الزائفة من فصيلة الزوائف.